# Береський Олег Іванович
Олег Іванович Береський (нар. 6 січня 1969, Самбір, Львівська область, УРСР) — радянський та український футболіст, воротар.

## Життєпис

### Радянський період
Народився в Самборі, Львівська область. Вихованець львівської школи-інтернату спортивного профілю, перші тренери — Ю. Загородній та В. Данилюк. Футболом розпочав займатися в 1986 році в аматорському колективі «Спартак» (Самбір). потім отримав запрошення від львівських СКА-«Карпати». Дебютував за львів'ян 31 жовтня 1987 року в переможному (3:1) домашньому поєдинку 43-о туру Першої ліги СРСР проти кутаїського «Торпедо». Олег вийшов на поле в стартовому складі та відіграв увесь матч. Того сезону зіграв за львівських армійців у 2-х поєдинках Першої ліги. У двох наступних сезонах виходив на поле частіше, за цей час у Першій лізі зіграв у 48-и матчах, ще 2 поєдинки провів у кубку СРСР.
У 1990 році перейшов до СФК «Дрогобич». У команді відіграв півтора сезони, на поле виходив регулярно, але гравцем основи не був (26 матчів у Другій лізі, 2 поєдинки у кубку СРСР). По ходу сезону 1991 року перейшов до клубу другої нижчої ліги чемпіонату СРСР «Карпати» (Кам'янка-Бузька).

### Перші роки незалежної України
Після розпаду СРСР виїхав до Польщі. Сезон 1991/92 років провів в одному з нижчолігових клубів цієї країни. У 1992 році повернувся до України. Спочатку виступав за аматорський клуб «Дністер» (Самбір), а потім підписав контракт з чортківським «Кристалом». Дебютував за нову команду 13 квітня 1993 року в програному (0:2) виїзному поєдинку 27-о туру Першої ліги проти івано-франківського «Прикарпаття». Береський вийшов на поле в стартовому складі та відіграв увесь матч. У другій частині сезону 1992/93 провів 14 матчів у Першій лізі. Того ж року повернувся до дрогобицької «Галичини», 26 березня 1994 року в нічийному (1:1) виїзному поєдинку 23-о туру Другої ліги проти бердянської «Дружби». Олег вийшов на поле в стартовому складі та відіграв увесь матч. У «Галичині» відіграв два сезони, за цей час у Другій лізі провів 67 матчів, ще 2 поєдинки зіграв у кубку України.

### Вояж до Росії
У 1996 році виїхав до Росії, де підписав контракт з владивостоцьким «Променем», за який дебютував 16 квітня 1996 року в нічийному (0:0) домашньому поєдинку 3-о туру Першої ліги проти майкопської «Дружби». Береський вийшов на поле в стартовому складі та відіграв увесь матч. У своєму дебютному сезоні в російському клубі боровся за те, щоб бути основним голкіпером (25 матчів у Першій лізі), а вже в 1997 році став основним воротарем команди (45 матчів у Першій лізі, 2 поєдинки у кубку Росії).

### Повернення до України
Під час зимової перерви сезону 1997/98 років повернувся до України та підписав контракт з львівськими «Карпатами». Однак за перщу команду не грав, а був відправлений до другого складу, за який дебютував 29 червня 1998 року в переможному (4:2) домашньому поєдинку 34-о туру групи А Другої ліги проти рівненського «Вереса». Олег вийшов на поле в стартовому складі та відіграв увесь матч. Першу частину сезону 1998/99 також відіграв у «Карпатах-2» За першу команду «Карпат» дебютував 28 квітня 1999 року в переможному (1:0) домашньому поєдинку 1/2 фіналу кубку України проти донецького «Шахтаря». Олег вийшов на поле на 42-й хвилині, замінивши Богдана Стронціцького. У Вищій лізі чемпіонату України дебютував 2 травня 1999 року в переможному (2:1) домашньому поєдинку 23-о туру проти полтавської «Ворскли». Береський вийшов на поле в стартовому складі та відіграв увесь матч. Проте після за першу команду не грав й решту частину сезону провів у ФК «Львів». Проте у футболці «городян» зіграв лише 1 поєдинок чемпіонату, проти «Поліграфтехніки».
Напередодні початку сезону 1999/00 півдписав контракт з запорізьким «Металургом». Дебютував у футболці «козаків» 16 липня 1999 року в переможному (2:0) виїзному поєдинку Вищої ліги проти дніпропетровського «Дніпра». Олег вийшов на поле в стартовому складі та відіграв увесь матч. У складі запорожців відіграв 1 сезон, був основним воротарем (21 матч у Вищій лізі, 4 поєдинки у кубку України). На початку серпня 1999 року зіграв також 1 матч за друголіговий фарм-клуб запорожців, «Металург-2».

### Еміграція до США
У 2000 році виїхав до США. Того ж року став гравцем аматорського клубу «Юкрейніан Лайонс» (Чикаго), в якому виступав до 2004 року. По завершення кар'єри футболіста залишився на постійне проживання в цій країні. 